# Théâtre Panasonic du Globe

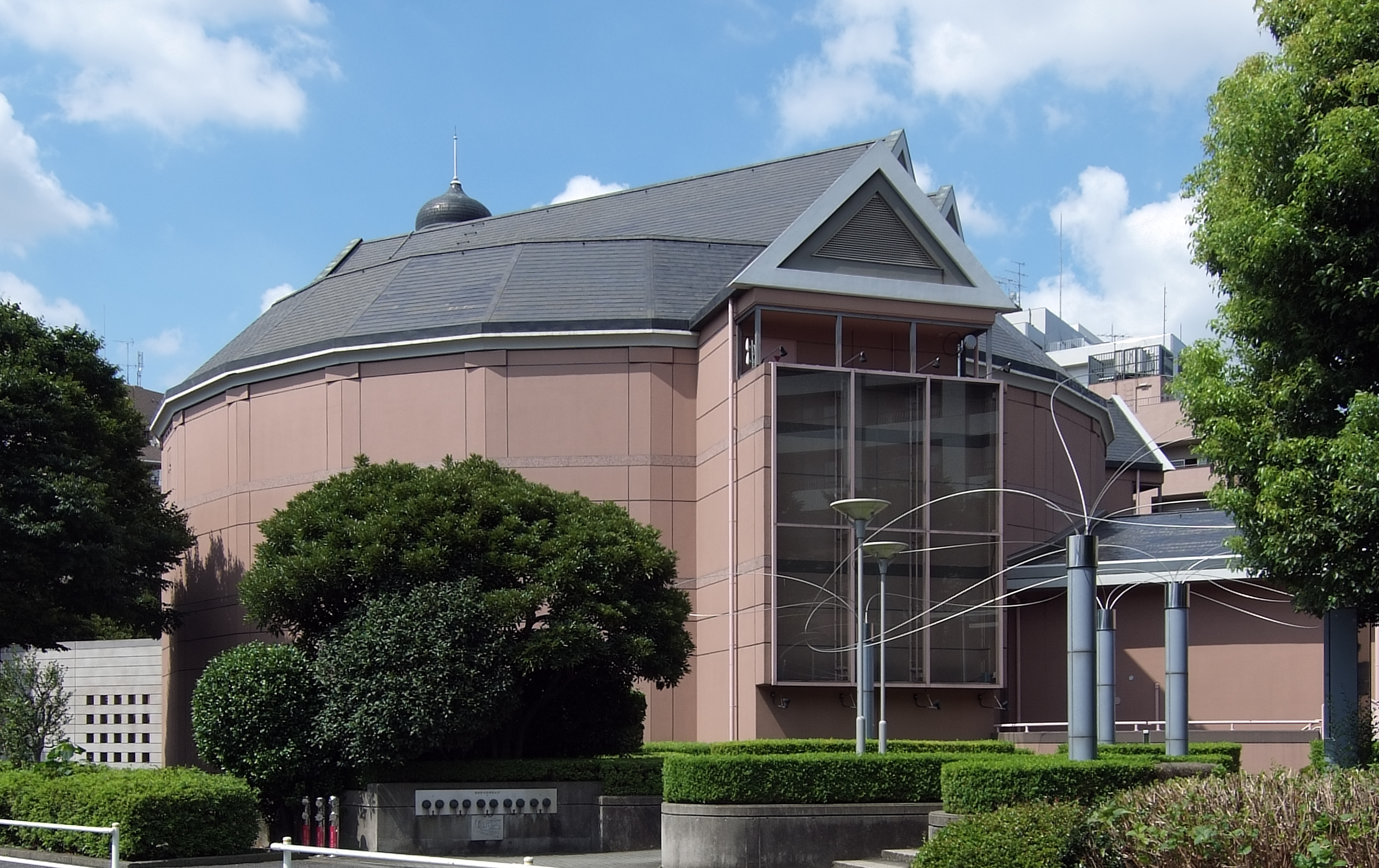
Le théâtre du Globe de Tokyo

Le théâtre Panasonic du Globe à Tokyo, conçu par Arata Isozaki ouvre ses portes en 1988 pour présenter les productions locales et internationales des pièces de Shakespeare.
Sa structure est inspirée de celle du Théâtre du Globe, construit en 1599 à Londres, et reconstruit au même endroit  en 1996 sous le nom de Théâtre du Globe de Shakespeare.
Parmi les artistes et les compagnies invitées, on compte le Royal National Theatre britannique, la Royal Shakespeare Company, le théâtre du Globe de Shakespeare, Ingmar Bergman, Peter Brook, Barry Kyle (en) et Robert Lepage, ainsi que des étoiles du kabuki telles que Bandō Tamasaburō V (Lady Macbeth) et Ichikawa Somegoro (Hamlet en kabuki).

## Référence
- (en) Cet article est partiellement ou en totalité issu de l’article de Wikipédia en anglais intitulé « Panasonic Globe Theatre » (voir la liste des auteurs).